# Derekegyház
Derekegyház is een plaats (község) en gemeente in het Hongaarse comitaat Csongrád. Derekegyház telt 1765 inwoners (2007).